# Barbara Hulanicka
Barbara Hulanicka (* 23. Juni 1924 als Barbara Sierakowska in Warschau; † 23. Juli 2012 in Barczewo) war eine polnische Innenarchitektin, Textilkünstlerin und Museumsleiterin.

## Leben

### Jugend und Bildung
Barbara Sierakowska wuchs in Warschau auf. Nach dem Überfall auf Polen schloss sie sich der Polnischen Heimatarmee an und nahm im August 1944 am Warschauer Aufstand teil. Nach Kriegsende studierte sie bis 1954 Innenarchitektur an der Akademie der Bildenden Künste Warschau mit den Schwerpunkten Bildwirkerei und Textilkunst. Sie heiratete im Jahr 1952 Andrzej Hulanicki, im September 1954 zogen sie beide aus Warschau fort und lebten bis 1959 in Mikołajki.
Barbara Hulanicka absolvierte 1974 ein Postgraduales Studium der Museologie.

### Wirken
In Mikołajki leitete sie von 1954 bis 1959 die Cepelia und war verantwortlich für die Rekonstruktion der volkstümlichen Schnittflorteppiche und Wandteppiche aus der Region. Seit dem Jahr 1954 war sie Mitglied beim Verband der Polnischen Bildenden Künstler ZPAP, Abteilung in Olsztyn.
In den Jahren 1960–1969 leitete sie das Museum in der Burg Rößel in der ermländischen Stadt Reszel und war gleichzeitig Leiterin der örtlichen Galerie der Zeitgenössischen Kunst (Galeria Sztuki Współczesnej). Im Jahr 1965 wurde sie für vier Jahre zur Stadträtin der Stadtverwaltung in Reszel und im Jahr 1969 zur Beigeordneten der Kreisverwaltung in Biskupiec gewählt. Im Jahr 1969 begründete sie den Verein der Volkskünstler (Stowarzyszenie Twórców Ludowych, STL) in Olsztyn.
Im Jahr 1970 wurde sie als Museumsleiterin des Nicolaus-Copernikus-Museums (Muzeum Mikołaja Kopernika) in Frombork angestellt und organisierte die Jubiläumsfeier zum 500. Geburtstag des Nikolaus Kopernikus (1473–1543). Auf ihre Initiative wurde das Museum in den gotisch-barocken Bischofspalast in Frombork verlegt.
1980 zogen die Eheleute nach Barczewo um. Dort gründete sie in der Alten Synagoge das Regionale Weberei-Zentrum Ermlands und Masurens (Centrum Tkactwa Warmii i Mazur), leitete als Kunstlehrerin bis 1996 Webkurse und organisierte Ausstellungen.
Ihre Kunstwerke befinden sich in Warschauer Galeria Zachęta und schmücken die Wände u. a. im Vatikan, Moskauer Kreml und Weißen Haus.
Ihrem Wunsch entsprechend fand die Beisetzung am 26. Juli 2012 in Piaseczno statt.

## Kunstwerke (Auswahl)
- Die Katzen in Mikołajki. (Mikołajskie koty)
- Reszel.
- Die Hexe aus Reszel. (Czarownica z Reszla)
- Schwanensee. (Jezioro łabędzie)
- Reisen des Bischofs Krasicki im Ermland. (Podróże biskupa Krasickiego po Warmii)
- Weltreligionen. Ökumenische Reihe. (Religie świata): Orthodoxer Glauben (Prawosławie), Heilige Dreifaltigkeit (Trójca Święta), Polnisches Kreuz (Krzyż Polski), Schalom (Szalom), Hinduismus (Hinduizm), Islam, Calvin (Kalwin), Ökumene (Ekumenizm)
- 1971: Frombork.
- Barczewo.
- 2010: Bäumchen des Lebens. (Drzewko życia)

## Auszeichnungen / Ehrungen (Auswahl)
- 1962: Abzeichen „Zasłużonym dla Warmii i Mazur“ in Gold
- 1974: Verdienstkreuz der Republik Polen in Gold
- 1975: Ehrenbürgerin der Stadt Frombork
- 2000: Titel "Barczewianin Roku 2000"
- 2005: Ehrenbürgerin der Stadt Barczewo
- 2009: Statuette Ermländische Königin „Łyna“ für Verdiente für die Kultur
- 2010: Gloria-Artis-Medaille für kulturelle Verdienste in Silber
- 2010: Bischof-Ignacy-Krasicki-Preis

## Ausstellungen (Auswahl)
- UdSSR: Kaliningrad (1964)
- Deutschland: Hannover (1989), Nettetal und Bonn (1991), Travemünde (1992 und 1997), Langenhagen (1993), Bad Driburg (1995), Osnabrück (2002 und 2003)
- Frankreich: Lille (1974), Angers (1988 und 1994), Amboise (1989)
- USA: San Francisco, Carmel-by-the-Sea und Los Angeles (1975), Corpus Christi, Houston, Kingsville und San Antonio (1976)
- Europa: Ungarn: Eger (1989), Italien: Rom (1991), Schweiz: Genf (2001), Belgien: Brüssel (2011)